# SM-65擎天神飛彈

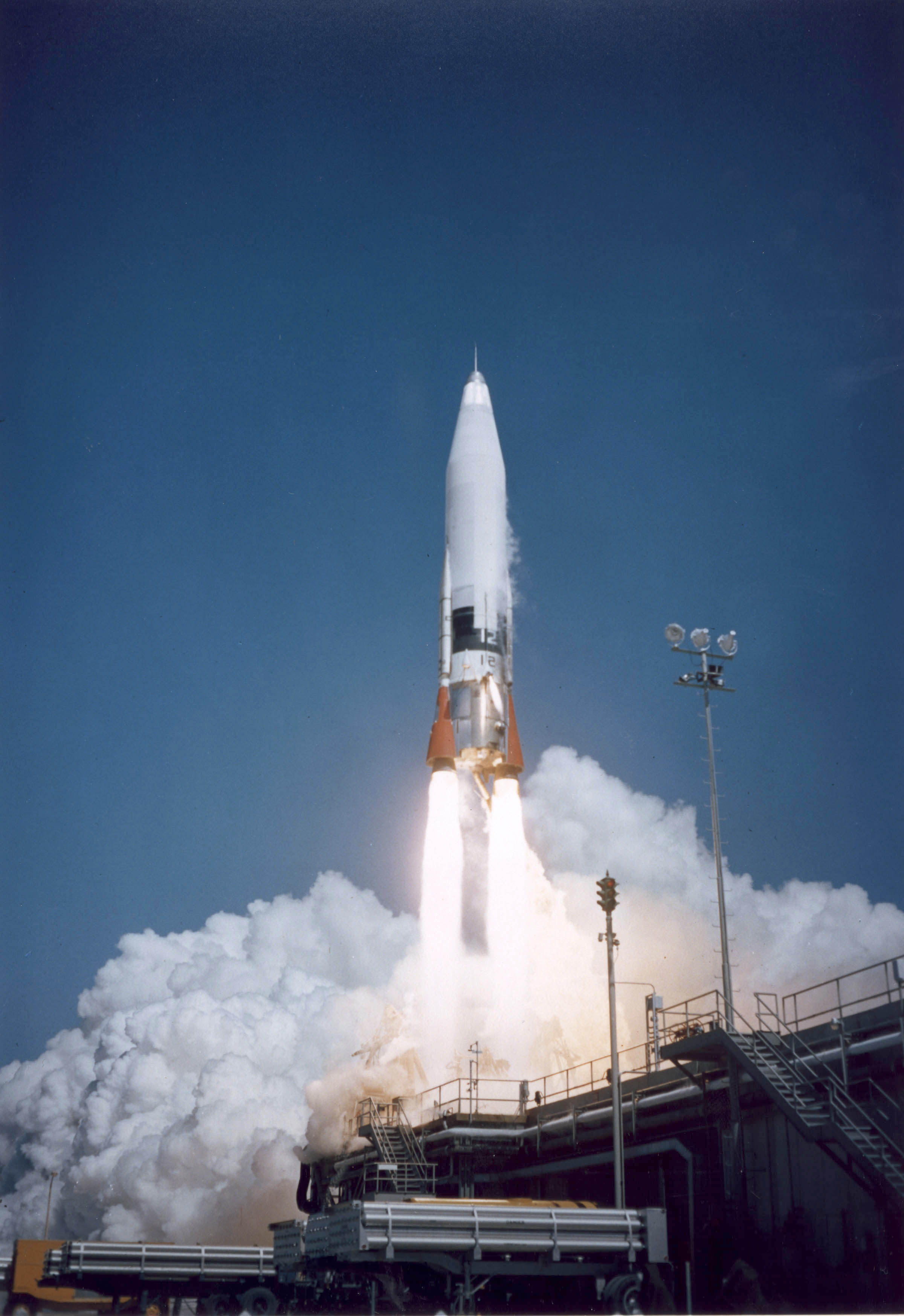
于卡纳维拉尔角发射的一枚宇宙神导弹，摄于1958年

擎天神（Atlas）是美國第一種服役的洲際彈道飛彈，美軍編號SM-65/CGM-16，於1957首次发射，1959年開始部署，1965年退役。

## 歷史
擎天神飛彈的發展歷史可以回溯到1947年美國陸軍航空軍因為經費不夠而取消的MX-774飛彈計畫，當時由康維爾飛機公司進行的設計方案已經有相當的進展，因此，在當年9月正式獨立的美國空軍允許該公司在剩餘的經費下繼續各項設計與測試工作。
1948年與1949年在新墨西哥州白沙飛彈試驗場測試的結果相當良好，但是依據無法說服空軍繼續支持，因此康維爾公司決定以自有的經費繼續研發的工作，並於其後兩年投資約3百萬美元。
1951年1月美國空軍重新恢復對洲際彈道飛彈的支持態度，同時研究經費也因為韓戰的關係而大幅成長，此時空軍將飛彈計畫命名為MX-1593，交給康維爾公司同時進行吸氣式發動機或是彈道飛彈，可以攜帶8000磅彈頭，具備5750英里射程與圓周平均誤差（CEP）1500英尺的設計。同年6月康維爾公司正式提出擎天神飛彈設計案。
1957年試驗用的擎天神A型飛彈進行首次試射，直至1958年6月的8次試射中，有6次飛彈在發射台上或者是升空後不久爆炸，剩下兩枚飛彈成功飛行600英里。
擎天神B型是很接近量產型的第二種測試飛彈，1958年7月第一次發射後不久就發生飛彈爆炸，到了11月飛彈成功飛行6000英里的距離。第8顆飛彈編號擎天神10-B成功將SCORE計畫的籌載物在1958年12月發射到地球軌道，成為全世界第一顆通訊人造衛星。
直到擎天神D型於1959年宣布在范登堡空軍基地進入服役。一共有三種服役的擎天神彈道飛彈：擎天神D型、擎天神E型和擎天神F型。

## 性能諸元
| SM-65擎天神  |                                                                     |
| 生產廠商：   | 康維爾飛機公司                                                      |
| 火箭發動機： | 兩具大型液體燃料火箭加力器， 一具小型液態火箭推進，兩具Vernier 火箭 |
| 燃料：       | RP-1與液態氧                                                        |
| 彈頭：       | 一顆1.44百萬或4百萬當量核彈頭                                       |
| 長：         | 82.5英尺                                                            |
| 直徑：       | 10英尺                                                              |
| 重量：       | 267136磅（灌滿燃料）                                                |
| 射程：       | 6400到9000英里（14,480 km）                                         |